# Bob Scott
Bob Scott, ameriški dirkač Formule 1, * 4. oktober 1928, Watsonville, Kalifornija, ZDA, † 5. julij 1954, Darlington, Južna Karolina, ZDA.
Bob Scott je pokojni ameriški dirkač, ki je med leti 1952 in 1954 sodeloval na ameriški dirki Indianapolis 500, ki je med letoma 1950 in 1960 štela tudi za prvenstvo Formule 1. Najboljši rezultat je dosegel na dirki leta 1952, ko je zasedel devetindvajseto mesto. Na dirki serije Champ Car leta 1954 se je smrtno ponesrečil.